# Hermanos y detectives (serie de televisión mexicana)
Hermanos y detectives es una serie mexicana, adaptación de la serie argentina del mismo título creada por el autor y director argentino Damián Szifron. Comenzó a emitirse en México el 17 de agosto de 2009 a las 22:30 horas, por Unicable y por televisión abierta fue el 10 de enero del 2010 a las 20:00 horas, por el Canal 2 o Canal de las Estrellas de Televisa. Producida por Javier G. Williams, consta de 13 capítulos en su primera temporada y cuenta con la dirección de Luis Felipe Ybarra B., Jorge Luquín y Osvaldo Benavides.

## Sinopsis
Franco Montero (Julio Bracho) es un detective que trabaja para la Procuraduría General de Investigación (PGI) bajo las órdenes del comandante Serrano (Humberto Elizondo), y se encarga de investigar, junto con su inseparable compañero Gustavo Mancilla (Adrián Uribe), casos de homicidios. Desafortunadamente para Franco, las cosas en su trabajo no andan muy bien, pues ha entrado en una mala racha y constantemente es regañado por su jefe. 
Por si esto fuera poco, recibe la noticia de la muerte de su padre, quien le ha dejado una sorpresiva herencia: la custodia de su medio hermano menor Lorenzo Montero (Octavio Ocaña) de 11 años, a quien ni siquiera conocía. Desconcertado, y consciente de la dificultad de mantener al niño, pretende mandarlo a alguna casa hogar o buscarle otra familia adoptiva; sin embargo, pronto se da cuenta de las verdaderas capacidades de Lorenzo, que resulta ser un niño genio con un C.I. muy elevado y una increíble capacidad para la deducción y las matemáticas. 
Estos tres personajes forman un buen equipo de trabajo para solucionar cada caso de homicidio asignado. Muy al estilo de Sherlock Holmes Lorenzo será el encargado de analizar las pistas y descifrar cada misterio, mientras que su hermano Franco y su compañero de trabajo, Gustavo Mancilla, serán quienes se encarguen de atrapar a los criminales.

## Personajes
- Franco Montero (Julio Bracho): Es un detective de unos 30 años. Es una persona de una vida muy gris, muy solitario, ya que se crio solo después de haber sido abandonado por su padre y sufrir la muerte de su madre. Vive solo en un departamento de la Ciudad de México y sus únicas relaciones sociales se limitan a los compañeros de trabajo, en especial su compañero Mancilla. En cuanto empieza a trabajar como policía y detective, se da cuenta de la corrupción en la que está inmerso y se esfuerza por ser uno de los elementos más eficientes, sin embargo las cosas no le salen bien, hasta la llegada de su medio hermano Lorenzo quien trae la "chispa" que faltaba en su vida.
- Gustavo Mansilla (Adrián Uribe): Es el fiel compañero de trabajo de Franco. Carismático personaje que siempre está dispuesto a ayudar a Franco a resolver los casos y para aconsejarlo en cosas de la vida, además de poseer habilidad para el baile. Mansilla es una muy buena persona, pero suele ser inoportuno, en especial con el subcomisario Serrano, quien lo detesta sin motivo aparente, y siempre lo encuentra haciendo algo poco conveniente. De alguna forma equilibra con su positiva actitud entusiasta sus numerosas limitaciones y compensa un poco el estrés y la tensión de su amigo Franco, pues siempre está a la hora de levantar el ánimo.
- Lorenzo Montero (Octavio Ocaña): Lorenzo es el medio hermano de Franco, es un niño de 11 años, con una inteligencia superior a la de cualquier chico de su edad, posee capacidades sobresalientes para la deducción y resolución de problemas matemáticos, destreza en algunos juegos como el ajedrez y el cubo de Rubik, además le fascina la lectura de libros como las novelas de Sherlock Holmes, lo que le sirve en gran parte para solucionar los casos de homicidio. Sin embargo, su punto débil es la dificultad para establecer relaciones con niños de su edad, siendo rechazado e incluso molestado constantemente por otros niños quienes le juegan algunas bromas pesadas, a veces también es blanco de apodos de los otros policías; este rechazo, aunque Lorenzo trata de disimularlo, es evidente que sí le afecta emocionalmente.
- Comandante Serrano (Humberto Elizondo): Serrano, jefe de Montero y su brigada, es una persona cínica, malhumorada, ignorante y soberbia, teniendo una pésima relación laboral con las brigadas de investigación, en especial con Gustavo Mancilla a quien nunca le reconoce su esfuerzo. En los capítulos finales, se descubre que Serrano era uno de los cuatro comisarios que montaban una red de corrupción, pero debido a su alto nivel de irresponsabilidad, estaba constantemente poniendo al grupo en peligro de ser descubiertos. Por ello, lo mandan a matar aunque Franco evita que suceda.
- Marcelita (Alejandra Ambrosi): Es la camarera (mesera) del bar al que acuden constantemente Franco, Lorenzo, Mancilla y el resto de la brigada. Tiene una personalidad amistosa y extrovertida, aunque llega a pasar momentos de depresión. Inicialmente es novia del comandante Serrano, pero termina por iniciar una relación formal con Franco.
- Sanji(Pablo Astiazarán): Es un estudiante del último semestre en la Academia de Policía, sobrino del comandante, por este simple motivo es incluido en la brigada de investigación aunque a veces su participación no ayuda mucho a resolver los casos.

## Reparto
- Julio Bracho como Franco Montero
- Octavio Ocaña como Lorenzo Montero.
- Adrián Uribe como Gustavo Mansilla.
- Humberto Elizondo como el Comandante Serrano.
- Alejandra Ambrosi como Marcelita.
- Lupita Lara como Esther.
- Laureano Brizuela como Quilombo.
- Esteban Franco como Zacarías.
- Alejandro Peniche como Pedrosa.
- Mário del Río como Fortunato.
- Pablo Astiazarán como Sanji.
- Maria Alicia Delgado como Sofi.
- Pablo Perroni como Maximiliano Marconni.
- Gustavo Sánchez Parra como Peralta.
- Christian Chávez como Invitado Especial.

## Episodios
Anexo:Episodios de Hermanos y detectives (serie de TV de México)
| Primera temporada |                       |                                |                               |
| 1                 | El engaño             | Lunes 17 de agosto de 2009     | Domingo 10 de enero de 2010   |
| 2                 | Caso resuelto         | Lunes 24 de agosto de 2009     | Domingo 17 de enero de 2010   |
| 3                 | En medio del concurso | Lunes 31 de agosto de 2009     | Domingo 24 de enero de 2010   |
| 4                 | El campamento         | Lunes 7 de septiembre de 2009  | Domingo 31 de enero de 2010   |
| 5                 | La traición           | Lunes 14 de septiembre de 2009 | Domingo 7 de febrero de 2010  |
| 6                 | Patronato de niños    | Lunes 21 de septiembre de 2009 | Domingo 14 de febrero de 2010 |
| 7                 | Extraterrestres       | Lunes 28 de septiembre de 2009 | Domingo 21 de febrero de 2010 |
| 8                 | El atentado           | Lunes 5 de octubre de 2009     | Domingo 28 de febrero de 2010 |
| 9                 | Obra de teatro        | Lunes 12 de octubre de 2009    | Domingo 7 de marzo de 2010    |
| 10                | Fiesta de disfraces   | Lunes 19 de octubre de 2009    | Domingo 14 de marzo de 2010   |
| 11                | Franco enamorado      | Lunes 26 de octubre de 2009    | Domingo 21 de marzo de 2010   |
| 12                | La intriga            | Lunes 2 de noviembre de 2009   | Domingo 28 de marzo de 2010   |
| 13                | Entre hermanos        | Lunes 9 de noviembre de 2009   | Domingo 4 de abril de 2010    |